# چهارتخته کوک
چهارتخته کوک یکی از روستاهای استان خراسان رضوی است که در دهستان میان‌رخ بخش جلگه‌رخ شهرستان تربت حیدریه واقع شده‌است.

## جمعیت
بر اساس سرشماری سال ۱۳۸۵ جمعیت این روستا ۲۶۸ نفر (۶۲ خانوار) 
بوده است.